# Carsten Manz
Carsten Manz (* 1968) ist ein deutscher Maschinenbauingenieur. Er war von 2014 bis 2020 Präsident der Hochschule Konstanz Technik, Wirtschaft und Gestaltung HTWG.

## Leben
Carsten Manz studierte von 1988 bis 1993 an der TU Braunschweig Maschinenbauwesen mit der Vertiefung Luft- und Raumfahrttechnik. Mit der Arbeit Laserentlacken von Luftfahrtwerkstoffen wurde er 1996 an der Friedrich-Alexander-Universität Erlangen-Nürnberg zum Dr.-Ing. promoviert. Er hatte verschiedene Funktionen als Projekt- und Programmmanager inne und war Assistent der Geschäftsleitung sowie Leiter der Strategischen Unternehmensplanung bei Dornier Luftfahrt GmbH und zuletzt Leiter Business Unit Bahnsysteme bei EADS (Dornier GmbH). An der Henley Business School absolvierte er eine Managementweiterbildung.
1999 wurde er Professor für Technischen Vertrieb und produktionstechnische Grundlagen an der Fachhochschule Konstanz; seit Oktober 2006 war er zudem Dekan der Fakultät für Maschinenbau und Leiter des Master-Studiengangs in Mechanical Engineering and International Sales Management.
Im Juli 2013 wurde er vom Hochschulrat als Nachfolger von Kai Handel zum Präsidenten der Hochschule Konstanz Technik, Wirtschaft und Gestaltung mit Amtsantritt zum 15. April 2014 gewählt. Seine Amtszeit betrug sechs Jahre und endete am 15. April 2020.
Manz ist seit November 2014 Vorstandsmitglied der Internationalen Bodensee-Hochschule IBH. Er ist Mitglied des Fachforums Hochschule des UNESCO-Weltaktionsprogramms Bildung für Nachhaltige Entwicklung (BNE). Außerdem ist er Mitglied des Präsidiums des Internationalen Bodenseerates.

## Schriften
- Laserentlacken von Luftfahrtwerkstoffen, Dissertation an der Universität Erlangen 1996 (DNB 947489800).
- mit Thomas Schiepp, Markus Straub: Automobilantriebe im Wandel: zunehmende Elektrifizierung und Hybridisierung des Automobilantriebs, Hochschule Konstanz Technik, Wirtschaft und Gestaltung, Konstanz 2011, ISBN 978-3-939638-16-2.